# Ochrostigma infumata
Ochrostigma infumata är en fjärilsart som beskrevs av Brombacher 1933. Ochrostigma infumata ingår i släktet Ochrostigma och familjen tandspinnare. Inga underarter finns listade i Catalogue of Life.